# Pidhalo, Berezne
Pidhalo (în ucraineană Підгало) este un sat în comuna Bilka din raionul Berezne, regiunea Rivne, Ucraina.

## Demografie
Componența lingvistică a localității Pidhalo
     Ucraineană (100%)
Conform recensământului din 2001, toată populația localității Pidhalo era vorbitoare de ucraineană (100%).